# لویسا ۵۹۹

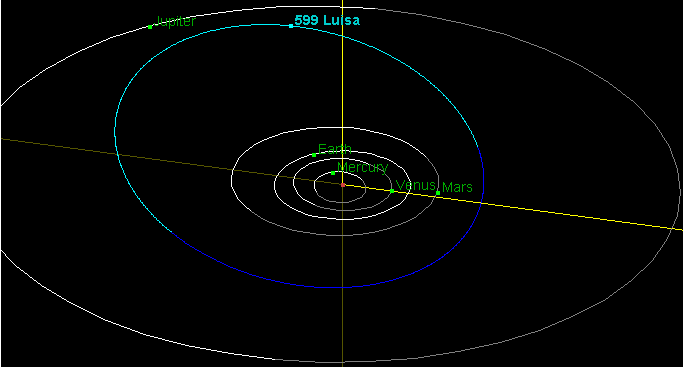
لویسا ۵۹۹

سیارک ۵۹۹ (به انگلیسی: 599 Luisa، نامگذاری:1906UJ) پانصد و نود و نهمین سیارک کشف شده‌است که در ۲۵ آوریل ۱۹۰۶ کشف شد.
قدر مطلق سیارک برابر ۸٫۷۱ است.